# Allochernes turanicus
Espèce
Synonymes
- Chelifer turanicus Redikorzev, 1934

Allochernes turanicus est une espèce de pseudoscorpions de la famille des Chernetidae.

## Distribution
Cette espèce se rencontre au Turkménistan, en Ouzbékistan et au Kazakhstan.

## Étymologie
Son nom d'espèce lui a été donné en référence au lieu de sa découverte, le Touran.

## Publication originale
- Redikorzev, 1934 : Neue paläarktische Pseudoscorpione. Zoologische Jahrbücher, Abteilung für Systematik, Ökologie und Geographie der Tiere, vol. 65, p. 423-440.